# Werner Uhink
Werner Uhink (* 2. Dezember 1896 in Stettin; † 22. März 1973 in Potsdam) war ein deutscher Geodät.

## Leben
Uhink wurde als Sohn des Versicherungsdirektors Jakob Uhink und seiner Ehefrau Louise Herzinger in Stettin geboren und studierte nach dem Schulbesuch in Stettin und Magdeburg an den Universitäten Jena, München und Göttingen
Astronomie. In Jena wurde er Mitglied im Corps Guestphalia und in Göttingen beim Corps Hannovera. 1923 promovierte er in Göttingen zum Dr. phil. Anschließend arbeitete er in Kassel und Göttingen (Sartorius AG) in Unternehmen der feinmechanischen Industrie als wissenschaftlicher Mitarbeiter.
Ab 1932 war er auf dem Telegrafenberg in Potsdam im Geodätischen Institut tätig, von 1933 an als Observator. Uhink wurde dort 1942 zum Professor für astronomische Geodäsie berufen und blieb als solcher auch nach 1945 bei der Deutschen Akademie der Wissenschaften zu Berlin bis zu seiner Emeritierung im Zeitmessdienst tätig.